# Ojārs Siliņš
Ojārs Siliņš (Riga, 20 luglio 1993) è un cestista lettone.

## Carriera

### Club
Cresciuto nelle giovanili della Pallacanestro Reggiana, ha esordito in prima squadra nella stagione 2012-13. Ha disputato oltre 100 partite in Serie A con la squadra emiliana, di cui due serie di finali scudetto nelle stagioni 2014-15 e 2015-16.Nell'aprile del 2014 ha vinto con la società biancorossa l'EuroChallenge. Alla fine della stagione 2015-2016 ha deciso di lasciare la società emiliana.
Nell'estate 2016 si accorda con i tedeschi del Telekom Baskets Bonn.
Dopo solamente un anno fa ritorno nel campionato italiano firmando per l'Aquila Basket Trento dove nella stagione 2017-18 disputa con la società trentina, la finale scudetto perdendo contro l'Olimpia Armani Milano.
Nell'ottobre 2018 passa alla Pallacanestro Trieste dove firma un contratto a gettone per due mesi.
Nel gennaio del 2019 viene acquistato dalla Scandone Avellino fino al termine della stagione. Tuttavia a fine stagione la società campana, vittima di problemi societari, rinuncia all'iscrizione al campionato
, di conseguenza il giocatore resta free-agent.
Nel dicembre dello stesso anno, passa alla Leonessa Brescia per sostituire l'infortunato Ken Horton, firmando con la società lombarda un contratto a gettone per due mesi, con ulteriore proroga fino al termine della stagione. Tuttavia il 26 gennaio del 2020 viene ingaggiato dal club francese BCM Gravelines.

### Nazionale
Con la Lettonia under 20 ha preso parte al FIBA EuroBasket Under-20 2012, classificandosi al 6º posto, ed al FIBA EuroBasket Under-20 2013, classificandosi al 2º posto.

## Palmarès
- EuroChallenge: 1

Pallacanestro Reggiana: 2013-14
- Supercoppa italiana: 1

Pallacanestro Reggiana: 2015
- Supercoppa polacca: 1

Stal Ostrów Wiel: 2022